# Challenge national Bernard Jeu
 (mars 2017).
Si vous disposez d'ouvrages ou d'articles de référence ou si vous connaissez des sites web de qualité traitant du thème abordé ici, merci de compléter l'article en donnant les références utiles à sa vérifiabilité et en les liant à la section « Notes et références ».
Le Challenge national Bernard Jeu est une compétition française de tennis de table par équipes créé en 1992 en l'honneur de Bernard Jeu universitaire et président de la fédération.

## Déroulement

### Le Challenge Bernard Jeu (1992-2014)
Chaque équipe est composée de dix joueurs (cinq garçons et cinq filles) en respectant les catégories suivantes : un benjamin, un minime, un cadet, un junior et un senior.
Dans chacune des dix catégories, les joueurs sont répartis d'après le dernier classement officiel national diffusé, dans des poules de trois participants. Dans chacune des poules, tous les participants se rencontrent et sont classés de 1 à 3.
À l'issue des poules, les deux premiers de chaque poule sont qualifiés pour le tableau final qui se déroule par élimination directe des seizièmes de finale jusqu'à la finale.
Lors de la phase de poule, le joueur arrivé troisième et dernier de sa poule fait gagner à son équipe 1 point. Les participants éliminés en seizièmes de finale gagnent 2 points, les éliminés en huitièmes 3 points et ainsi de suite jusqu'à la finale de chaque catégorie ou le finaliste remporte 6 points et le vainqueur 7 pts.
Le vainqueur du Challenge est l'équipe qui aura cumulée le plus grand nombre de points. Beauchamp CTT et l'ACS Fontenay-sous-Bois sont les deux équipes ayant remporté le plus de fois ce tournoi.
Le nom du Challenge a été attribué en l'honneur du roubaisien Bernard Jeu (1929-1991), philosophe et théoricien du sport, président de la Fédération française de tennis de table de 1982 à 1991.

### La Coupe de France des clubs Bernard Jeu (Depuis 2014)
Pour la saison 2014-2015, le Bernard Jeu et les Interclubs fusionnent pour ne former qu’une seule compétition : la Coupe de France des clubs Bernard Jeu. Cette nouvelle épreuve verra s’affronter des équipes mixtes de 6 joueurs : un senior messieurs et dames, un junior ou un cadet garçon, une junior ou une cadette fille, un minime ou benjamin garçon et fille. La compétition se déroulera sous forme de relais, chaque relais se jouant en 11 points. L’équipe vainqueur sera celle qui atteindra en premier 99 points.

## Palmarès
| Saison                                                                    | Ville Organisatrice                          | Vainqueur                     | Deuxième                      | Troisième                     |
| ------------------------------------------------------------------------- | -------------------------------------------- | ----------------------------- | ----------------------------- | ----------------------------- |
| 2016-2017                                                                 | Bourges (Cher)                               | TT Saint-Quentin (Aisne)      | Plomeur TT                    | US Montauban TT               |
| 2015-2016                                                                 | Villeneuve-sur-Lot (Lot-et-Garonne)          |                               |                               |                               |
| 2014-2015                                                                 | Bourges (Cher)                               | 4S Tours (2)                  | Poitiers TTACC 86             | ASPTT Romans                  |
| Le Challenge Bernard Jeu devient La Coupe de France des Clubs Bernard Jeu |                                              |                               |                               |                               |
| 2013-2014                                                                 | Neuves-Maisons (Meurthe-et-Moselle)          | Metz TT (2)                   | St-Médard de Doulon Nantes TT | ULJAP Roncq                   |
| 2012-2013                                                                 | Saint-Égrève (Isère) (2)                     | 4S Tours (1)                  | VGA Saint-Maur                | TT Joué-lès-Tours             |
| 2011-2012                                                                 | Thionville (Moselle)                         | Metz TT (1)                   | SA Souché Niort               | 4S Tours                      |
| 2010-2011                                                                 | Saint-Berthevin (Mayenne) (2)                | SS La Romagne                 | Poitiers TTACC 86             | 4S Tours                      |
| 2009-2010                                                                 | Joué-lès-Tours (Indre-et-Loire)              | Poitiers TTACC 86 (2)         | SA Souché Niort               | EP Isséenne                   |
| 2008-2009                                                                 | Questembert (Morbihan)                       | Poitiers TTACC 86 (1)         | SA Souché Niort               | AL Croix Rousse               |
| 2007-2008                                                                 | Les Ponts-de-Cé (Maine-et-Loire)             | CAM Bordeaux                  | Poitiers TTACC 86             | ACS Fontenay-sous-Bois        |
| 2006-2007                                                                 | Saint-Berthevin (Mayenne) (1)                | TT Joué-lès-Tours             | CAM Bordeaux                  | ASL Beaufou Vendée            |
| 2005-2006                                                                 | Saint-Julien-de-Concelles (Loire-Atlantique) | ACS Fontenay-sous-Bois (3)    | SA Souché Niort               | TT Joué-lès-Tours             |
| 2004-2005                                                                 | Fontenay-sous-Bois (Val-de-Marne)            | CA Mayennais TT (2)           | CAM Bordeaux                  | US Créteil TT                 |
| 2003-2004                                                                 | Mèze (Hérault) (3)                           | CA Mayennais TT (1)           | SA Souché Niort               | TT Joué-lès-Tours             |
| 2002-2003                                                                 | Mayenne (Mayenne)                            | ACS Fontenay-sous-Bois (2)    | CA Mayennais TT               | SA Souché Niort               |
| 2001-2002                                                                 | Mèze (Hérault) (2)                           | SA Souché Niort               | ACS Fontenay-sous-Bois        | Levallois SC TT               |
| 2000-2001                                                                 | Le Creusot (Saône-et-Loire)                  | St-Médard de Doulon Nantes TT | SA Souché Niort               |                               |
| 1999-2000                                                                 | Saint-Dié (Vosges)                           | Beauchamp CTT (3)             | Montpellier TT                | St-Médard de Doulon Nantes TT |
| 1998-1999                                                                 | Mèze (Hérault) (1)                           | CP Lys-lez-Lannoy             | St-Médard de Doulon Nantes TT |                               |
| 1997-1998                                                                 | Nantes (Loire-Atlantique)                    | Beauchamp CTT (2)             | AS Pontoise-Cergy TT          | St-Médard de Doulon Nantes TT |
| 1996-1997                                                                 | Saint-Égrève (Isère) (1)                     | Beauchamp CTT (1)             | Montpellier TT                | Levallois SC TT               |
| 1995-1996                                                                 | Saint-Maur-des-Fossés (Val-de-Marne)         | ACS Fontenay-sous-Bois (1)    | Montpellier TT                | TT Joué-lès-Tours             |
| 1994-1995                                                                 | Lys-lez-Lannoy (Nord)                        | AMO Mer TT                    | Aigrefeuille CP               | CAM Bordeaux                  |
| 1993-1994                                                                 | -                                            | Montpellier TT (2)            | AL Echirolles                 | ASPTT Romans                  |
| 1992-1993                                                                 | -                                            | Montpellier TT (1)            | EM Vesoul                     | CAM Bordeaux                  |
| 1991-1992                                                                 | Viry-Châtillon (Essonne)                     | ASPTT Romans                  | AL Echirolles                 | ASGE Nantes                   |

## Tableau d'honneur
| Équipes                       | Titre | Dernier titre | 2e | 3e | Podiums |
| ----------------------------- | ----- | ------------- | -- | -- | ------- |
| ACS Fontenay-sous-Bois        | 3     | 2006          | 1  | 1  | 5       |
| Beauchamp CTT                 | 3     | 2000          | -  | -  | 3       |
| Poitiers TTACC 86             | 2     | 2010          | 3  | -  | 5       |
| Montpellier TT                | 2     | 1994          | 3  | -  | 5       |
| CA Mayennais TT               | 2     | 2005          | 1  | -  | 3       |
| 4S Tours                      | 2     | 2015          | -  | 2  | 4       |
| Metz TT                       | 2     | 2014          | -  | -  | 2       |
| SA Souché Niort               | 1     | 2002          | 6  | 1  | 8       |
| St-Médard de Doulon Nantes TT | 1     | 2001          | 2  | 2  | 5       |
| CAM Bordeaux                  | 1     | 2008          | 2  | 2  | 5       |
| TT Joué-lès-Tours             | 1     | 2007          | -  | 4  | 5       |
| ASPTT Romans                  | 1     | 1992          | -  | 2  | 3       |
| CP Lys-lez-Lannoy             | 1     | 1999          | -  | 1  | 2       |
| AMO Mer TT                    | 1     | 1995          | -  | -  | 1       |
| SS La Romagne                 | 1     | 2011          | -  | -  | 1       |
| AL Echirolles                 | -     | -             | 2  | -  | 2       |
| VGA Saint-Maur                | -     | -             | 1  | -  | 1       |
| EM Vesoul                     | -     | -             | 1  | -  | 1       |
| CP Aigrefeuille               | -     | -             | 1  | -  | 1       |
| AS Pontoise-Cergy TT          | -     | -             | 1  | -  | 1       |
| Levallois SC TT               | -     | -             | -  | 2  | 2       |
| ASGE Nantes                   | -     | -             | -  | 1  | 1       |
| US Créteil TT                 | -     | -             | -  | 1  | 1       |
| ASL Beaufou Vendée            | -     | -             | -  | 1  | 1       |
| AL Croix Rousse               | -     | -             | -  | 1  | 1       |
| EP Isséenne                   | -     | -             | -  | 1  | 1       |